# Роберт Овен
Роберт Овен (енгл. Robert Owen; Њутаун, 14. мај 1771 — Њутаун, 17. новембар 1858) је био Велшки друштвени реформатор и један од оснивача утопијског социјализма и социјалистичког покрета. 1824. године, Овен путује у Америку да инвестира највећи део свог богатства у експерименталну колонију, Нова хармонија, на обали реке Вобаш у Индијани. Нова хармонија је била намењена да буде Утопијско друштво. Пре одласка у Америку, он је био индустријалац у Шкотској.

## Биографија

### Детињство и младост
Роберт Овен је рођен у Њутауну 1771. године као шесто од седморо деце. Његов отац, који се такође звао Роберт Овен, имао је мали бизнис као седлар и гвожђар. Овенова мајка потиче из просперитетне пољопривредне породице Вилијамс. Ту је Овен добио скоро сво своје школско образовање које се завршило када је имао 10 година. 1787. године, након пар година служења у продавници текстила, сели се у Лондон. Путује у Манчестер, где је радио у Сатерфилдовој продавници текстила на Тргу Свете Ане. Већ са 21 годином постаје менаџер једне компаније у Манчестеру. Његов предузетнички дух, вештине управљања и прогресивни морални ставови се развијају од раних 1790-их. 1793. је изабран за члана Књижевног и филозофског друштва Манчестера, где су разматране идеје реформатора и филозофа просветитељства. Он је такође постао члан Манчестеровог одбора за здравство који је промовисао и подстицао побољшање здравства и услове за рад радника у фабрици.

### Њу Ланарк
Током посете Глазгову, Овен се заљубљује у Керолајн Дејл, ћерку Дејвида Дејла, власника Њу Ланарк млинарнице. Овен је убедио своје партенере да купе Њу Ланарк, а након што се оженио са Керолајн, ту се и настанио. Био је менаџер и сувласник млинова (Јануар 1810). Охрабрен својим успехом у управљању млином у Манчестеру, он се надао да ће успети да подигне Њу Ланарк на више принципе од чисто комерцијалних.
Њу Ланарк млинарницу су основали 1785. године Дејвид Дејл и Ричард Аркврајт. Снага воде коју обезбеђује водопад реке Клајд је постала велика атракција. Око 2000 људи је радило у млинарници, од којих су 500 била деца која су доведена из сиротишта и добротворних организација у Единбургу и Глазгову. Деца су добро третирана од стране Дејла, али је опште стање народа било незадовољавајуће. Већина радника је припадала најнижим слојевима друштва, крађе, пијанство и други пороци су им били заједнички, образовање је било запостављено, а већина породица је живела у једној соби. Угледни људи из земље су одбијали да поднесу дуге сате и напоран рад у млинарници.
Многи послодавци су своје раднике плаћали у боновима и ваучерима, који нису имали никакву вредност осим у продавницама које су поседовали ти послодавци. Овен је отворио продавницу где су људи могли да купе квалитетну робу по повољним ценама, а продају алкохола је ставио под строги надзор. Ставио је акценат на штедњу коју је пренео и на раднике. Ови прнципи су постали основа задруга продавница у Британији, који су се одржали и до данас у трговини само у измењеном облику.
Овенов највећи успех је био што је пружао подршку младима. Он се може сматрати оснивачем неге одојчади и деце у Британији, нарочито у Шкотској. Иако његове реформске идеје подсећају на оне европских иноватора тог времена, вероватно није био под тим утицајем већ су идеје о идеалном образовању лично његове.

## Филозофија и утицај
Иако је у почетку изазивао сумњу, Овен ускоро осваја поверење својих радника. Млинови и даље имају велики комерцијални успех, али су неке од Овенових шема биле веома скупе што је изазвало незадовољство његових партнера. Уморан од ограничења наметнутих од људи који су желели да врши послове на обичним принципима, Овен уређује шеме 1813. године да би их купили нови инвеститори. Џереми Бентам и Вилијам Ален су му понудили да прихвати само 5000 фунти повраћај на њихов почетни капитал, омогућујући Овену слободнији простор за његове филантропије. Исте године, Овен је у неколико есеја изложио своје принципе филозофије образовања. Овен је првобитно био следбеник класичног либералисте и утилитаристе Џеремија Бентама, који је веровао да би слободно тржиште ослободиле раднике од прекомерне моћи капиталиста. У раној младости, сматрао је да је људски карактер формиран под околностима над којима појединац нема контролу, па не може бити правилно ни похваљен ни окривљен. Ови принципи воде до закључка да је таајна правлиног формирања карактера људи у томе да се они ставе под одговарајуће утицаје - физичке, моралне и друштвене - од најранијих година.
Током следећих неколико година, Овенов рад у Њу Ланарку је наставио са својим значајем широм Британије па чак и у континенталној Европи. Имао је интервјуе и комуникацију са водећим члановима владе, укључујући премијера, Роберта Банкс Џенкинсона, лорда Ливерпула, и са многим владарима и водећим државницима Европе.
Овен је такође усвојио нове принципе о подизању стандарда произведене робе. Коцке са лицима обојеним у различите боје су стајале изнад радног места сваког радника за машином. Боја лица је показивала сваком квалитет и квантитет завршеног рада. Ово је подстицало раднике да дају све од себе. Иако није био сам по себи велики подстицај, услови у Њу Ланарку су за раднике и њихове породице били идилични за то време.

### Осам сати дневно
Роберт Овен је подигао радно време на 10 сати дневно 1810. године и покренуо је то у свом социјалистичком предузећу у Њу Ланарку. До 1817. он је одредио радно време од 8 сати дневно и осмислио слоган :
"Осам сати рада, осам сати рекреације, осам сати одмора".

### Модели за социјализам (1817)
Роберт је у почетку био филантроп, али је 1817. године прихватио социјализам извештајем комитету доњег дома о закону о сиромашнима.
Беда и стагнација у трговини после Наполеонових ратова је привлачила велику пажњу у земљи. Иако је пратио непосредне узроке беде у ратовима, Овен је тврдио да је основни узрок стреса такмичење људског рада са машинама и да је једино делотворно средство уједињење човекове акције и субординације машина. Он је предлођио да би заједнице од 1200 људи требало да буду смештене на земљи чија је површина између 1.000—1.500 acres (4,0—6,1 km2), и да сви живе у једној великој згради, са заједничком кухињом и заједничком дневном собом.
Ове заједнице могу бити успоставњене од стране појединца, парохија, округа, или од стране државе; у сваком случају требало би да надзор прописно квалификоване особе. Овен је убрзо наставио да заступа такву шему као најбољу форму за реорганизацију друштва у целини.
Овенов модел се мало променио током свог живота. Његпв потпуно развијени модел је следећи. Он сматра да је удружење од 500 до 3000 људи погодан број за добру радну заједницу.
У Револуцији ума и Пракси људског рода, Овен тврди и поново потврђује да се карактер формира комбинацијом природе или бога и околности искустава појединаца.

## Експерименти заједнице у Америци (1825)
1825. године, такав експеримент је покушао да изведе под управом свог ученика Абрам Кјумб, у Шкотској близу Глазгова, а следеће године Овен је почео један у Новој Хармонији који му је продао Џорџ Реп. Након суђења које је трајало око две године, оба пројкета су пропала. Ниједан од пројеката није био одговарајући, њихови учесници су били мешани, вредни људи са циљевима са скитницама.
Џосаја Ворен, који је био један од учесника у Новој хармонији, тврди да је заједница осуђена на пропаст због индивидуалног суверенитета и приватне својине. Воренова запажања о разлозима неуспеха заједнице довели су до развоја америчког индивидуалистичког анархизма, чији је био првобитни теоретичар.